# جون شولی
جون شولی (انگلیسی: Joan Shawlee; ۵ مارس ۱۹۲۶ – ۲۲ مارس ۱۹۸۷) هنرپیشه اهل ایالات متحده آمریکا بود.
از فیلم‌ها یا برنامه‌های تلویزیونی که وی در آن نقش داشته‌است می‌توان به بعضی‌ها داغشو دوست دارن، از اینجا تا ابدیت، آپارتمان، گرمای شهر، ستوان کلمبو، ایرما خوشگله، ستاره‌ای متولد شده‌است، و کشتار روز ولنتاین اشاره کرد.